# Jackson Rathbone

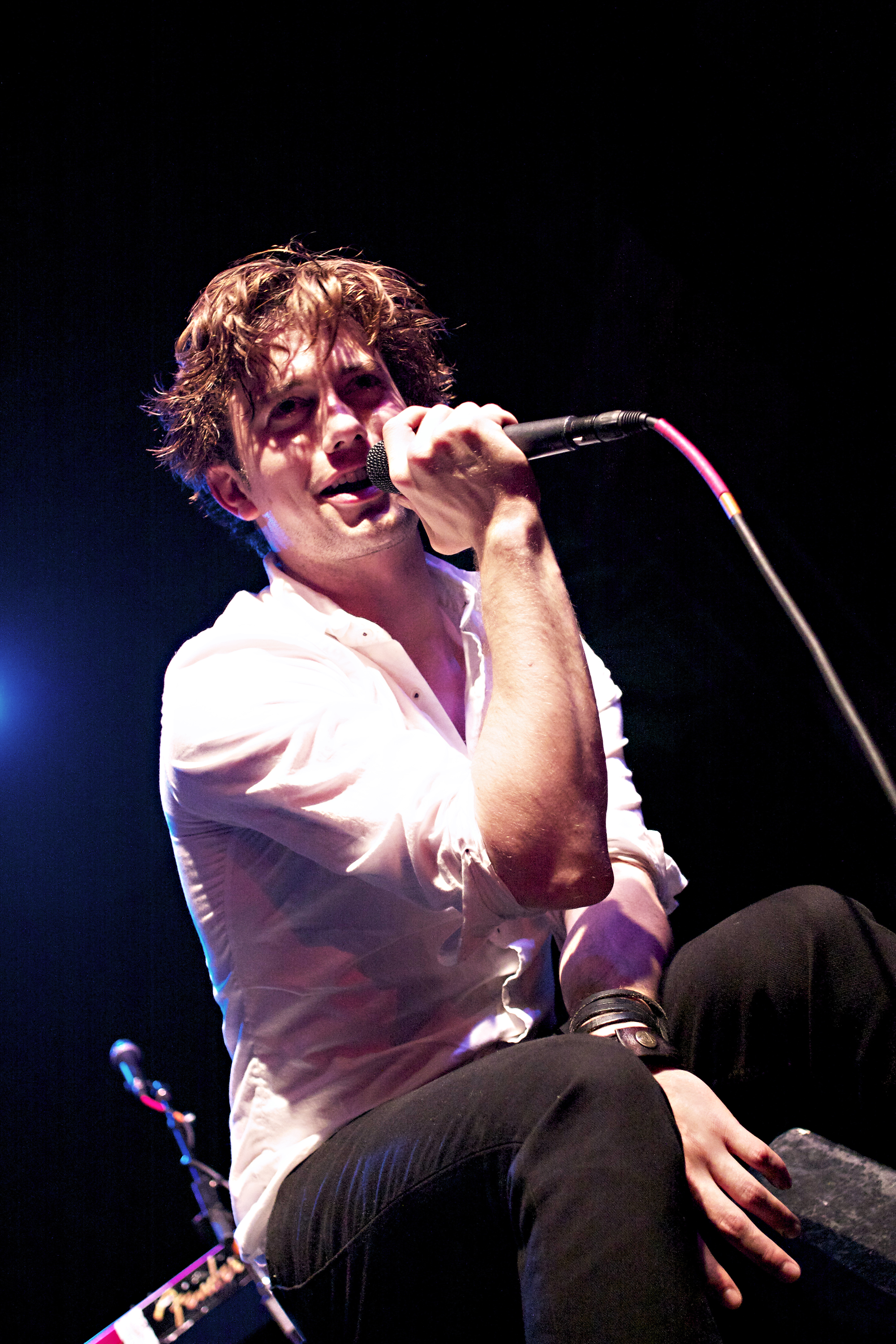
Jackson Rathbone (2011)

Jackson Rathbone, właśc. Monroe Jackson Rathbone V (ur. 14 grudnia 1984 w Singapurze) – amerykański aktor filmowy i telewizyjny, muzyk pochodzenia niemieckiego, angielskiego, francuskiego, szkockiego, irlandzkiego, holenderskiego i hiszpańskiego.

## Życiorys

### Wczesne lata
Urodził się w Singapurze jako syn Randee Lynn (z domu Brauner) i Monroe Jacksona Rathbone’a IV. Miał trzy siostry: Kelly Garrett, Ryann Suzanne i Brittney. jest daleko spokrewniony z generałem wojny domowej Stonewallem Jacksonem i brytyjskim aktorem Basilem Rathbone. Ze względu na pracę jego ojca w Mobil Oil, Rathbone mieszkał w różnych miejscach, od Indonezji, po Midland w Teksasie. Uczęszczał do Trinity School of Midland. Występował w lokalnym teatrze w Midland, w programie dla młodych aktorów „The Pickwick Players” z udziałem młodzieży, a także w musicalach. Decydując się na karierę aktorską - aktorstwo i muzykę - przeniósł się do Michigan, gdzie uczęszczał do prestiżowej Interlochen Arts Academy, prywatnej szkoły nauk humanistycznych. W tym czasie występował na Southwest Shakespeare Festival jako Ferdynand, syn króla Neapolu, w spektaklu Burza.

### Kariera
W Los Angeles podpisał kontrakt z Disney 411, gdzie przeprowadzał wywiady z takimi wykonawcami jak Hilary Duff czy siostrzany duet Aly & AJ. Wkrótce gościł w serialach Krok od domu (Close to Home, 2005) i Życie na fali (The O.C., 2006). Wystąpił również w kilku filmach: River's End (Molding Clay, 2005) z Barrym Corbinem, W pogoni za świtem (Pray for Morning, 2006) z Udo Kierem i Jessicą Stroup oraz Travis i Henry (Travis and Henry). Dostał główną rolę Nicholasa Fiske w serialu ABC Family Piękni (Beautiful People), którego premiera miała miejsce w 2005.
W 2008 zagrał Jaspera Hale’a w filmie Zmierzch na podstawie bestsellera Zmierzch Stephenie Meyer.
Zajmuje się także muzyką, pisaniem tekstów i śpiewaniem (jest również producentem). Nauczył się grać na gitarze w teatralnej roli w Grease. W latach 2008–2012 nagrywał i napisał większość piosenek z zespołem 100 Monkeys w składzie: Jackson Rathbone, Ben Graupner, Ben Johnson, Jerad Anderson i Lawrence Abrams. Grupa wydała dwa albumy studyjne: Grape (2009) i Liquid Zoo (2011) oraz single: „Smoke” (2009), „Wasteland Too” (2009), „Ugly Girl” (2009), „Keep Awake” (2009), „Kolpix” (2010), „Future Radio” (2010), „Wandering Mind” (2010) i „Liquid Zoo” (2011), a także trzy płyty koncertowe: Monster de Lux (2009), Creative Control Live (2009) i Live and Kickin (Part one) (2010).
Jackson prowadzi przedsiębiorstwa PatchMo Entertainment Happy Jack Records.

## Życie prywatne
29 września 2013 w Kalifornii ożenił się z tancerką Sheilą Hafsadi. Mają trójkę dzieci: syna Monroe Jacksona Rathbone'a VI (ur. 5 lipca 2012), córkę Presley Bowie (ur. 31 maja 2016) i syna Felixa Valleau Rathbone (ur. 31 grudnia 2019).

## Filmografia

### Filmy
| Rok  | Film                                 | Postać                    |
| ---- | ------------------------------------ | ------------------------- |
| 2024 | Books&Drinks                         | David Weiss               |
| 2018 | Samson                               | Ralla, książę filistyński |
| 2014 | City of Dead Man                     | Jacob                     |
| 2012 | Cowgirls N’ Angels                   | Justin Wood               |
| 2012 | Live at The Foxes Den                | Bobby Kelly               |
| 2012 | Saga „Zmierzch”: Przed Świtem cz. II | Jasper Hale               |
| 2011 | Saga „Zmierzch”: Przed Świtem cz. I  | Jasper Hale               |
| 2010 | DaZe: Vol. Too (sic) – NonSeNse      | Jehosefat                 |
| 2010 | Ostatni władca wiatru                | Sokka                     |
| 2010 | Saga „Zmierzch”: Zaćmienie           | Jasper Hale               |
| 2009 | Girlfriend                           | Russ                      |
| 2009 | S. Darko                             | Jeremy                    |
| 2009 | Saga „Zmierzch”: Księżyc w nowiu     | Jasper Hale               |
| 2008 | Hurt                                 | Conrad                    |
|      | Lęk                                  | Stephen Grace             |
|      | Promise                              | Taylor                    |
| 2008 | Dzień Wagarowicza                    | Snippy                    |
| 2009 | Zmierzch                             | Jasper Hale               |
| 2007 | Koniec Rzeki                         | Jimmy                     |
| 2007 | Dolina Światła                       | Travis                    |
| 2007 | Wielki Stach                         | Hipis Robbie              |
| 2006 | Pray for Morning                     | Connor                    |

### Seriale TV
| Rok  | Serial                    | Postać         |
| ---- | ------------------------- | -------------- |
| 2005 | Piękni                    | Nicholas Fiske |
| 2005 | Krok od domu              | Scott Fields   |
| 2006 | Życie na fali             | Justin         |
| 2007 | Domowy front              | Dylan          |
| 2009 | Zabójcze umysły           | Adam Jackson   |
| 2010 | Zwykła/niezwykła rodzinka | Nicholas Fiske |
| 2013 | Białe kołnierzyki         | Nate Osbourne  |
| 2013 | NTSF:SD:SUV::             | Jesse James    |
| 2015 | Finding Carter            | Jared Peters   |
| 2017 | Ostatni okręt             | Giorgio        |